# Simon Razgor
Simon Razgor, född 18 september 1985, är en slovensk handbollsspelare som spelar för HK Mjasjkoŭ Brest.
Razgor tävlade för Slovenien vid olympiska sommarspelen 2016 i Rio de Janeiro. Han var en del av Sloveniens lag som blev utslagna i kvartsfinalen mot Danmark i herrarnas turnering.

## Klubbar
- RK Celje (2004–2007)
- RK Maribor Branik (2007–2014)
- HK Mjasjkoŭ Brest (2014–)